# APM Terminals
APM Terminals er et internationalt firma der opererer og ejer container- og havneterminaler i hele verden. Selskabet har hovedsæde i den hollandske by Haag, og er 100% ejet af det danske konsortium A.P. Møller-Mærsk.

## Historie
Virksomhedens historie indenfor operation af havneterminaler går tilbage til 1950'erne, hvor Maersk Line var begyndt at håndtere gods på havnekajerne. I 1958 åbnede rederiet sin første havneterminal, da de på havnen i Brooklyn, New York etablerede de første faciliteter til at håndtere almindeligt gods og fragt. I 1975 etablerede Maersk den første dedikerede cointainerterminal i New York og New Jersey, da de indtog et stort område ved kaj 51 ved Port Elizabeth, New Jersey.
APM Terminals blev etableret som en selvstændigt selskab under A.P. Møller-Mærsk i 2001 og fik hovedsæde i Maersks hovedkontor på Esplanaden i København. I 2004 flyttede APM Terminals sit hovedkvarter til den hollandske regeringsby Haag. I januar 2012 leverede APM Terminals ydelser til mere end 60 rederier fra faciliteter i 63 havne, samt 189 landbaserede lagre og kontorer i 61 lande på 5 kontinenter.
APM Terminals har gennem det seneste årti opkøbt et stort antal mindre containeroperatører over hele verden, herunder især i Østeuropa, Kina og Latinamerika.